# Rogelio Altisent
Rogelio Altisent Prats (Torrelameu, Lérida, España, 24 de octubre de 1930-Zaragoza, España, 24 de diciembre de 2004) fue un futbolista español que jugaba como defensa.

## Clubes
| Club           | País   | Año       |
| -------------- | ------ | --------- |
| C. F. Balaguer | España | ¿?-1951   |
| C. E. Manresa  | España | 1951-1952 |
| Real Gijón     | España | 1952-1962 |
| U. D. Lérida   | España | 1962-1963 |